# Milan Minić (architecte)
Pour les articles homonymes, voir Milan Minić.
Milan Minić (en serbe cyrillique : Милан Минић ; né en 1889 à Prijepolje et mort en 1961 à Belgrade) est un architecte et un peintre serbe. En 1953, il a fondé l'Association des artistes en arts appliqués et des designers de Serbie (ULUPUDS), dont il a été le premier président.

## Quelques réalisations
Parmi ses réalisations, on peut citer , :
- la chapelle commémorative de Prnjavor, près de Šabac (1922) ; elle est inscrite sur la liste des monuments culturels d'importance exceptionnelle de la République de Serbie (identifiant no SK 364)[4] ;
- la façade d'un bâtiment situé 5 rue Čika Ljubina à Belgrade ;
- l'hôtel Zeleni Venac (1931-1935)[5],[6] à Šabac et l'hôtel Majestic à Belgrade (1936-1937)[7] ; ces deux bâtiments sont inscrits sur la liste des monuments culturels protégés de la République de Serbie (respectivement identifiants no SK 2179 et no SK 1621) ;
- la maison de la culture de Majdanpek ;
- la reconstruction et l'adaptation du Vieux palais à Belgrade pour le Presidium l'Assemblée nationale de la République fédérative socialiste de Yougoslavie et du Nouveau palais à Belgrade pour la présidence du gouvernement de la République socialiste de Serbie ;
- la finalisation, l'adaptation et la décoration intérieure du bâtiment de l'Assemblée nationale à Belgrade ;
- la rénovation du Club des écrivains 7 rue Francuska et de la Maison de l'armée à Topčider ;
- le bâtiment du marché municipal à Šabac ; le bâtiment est classé[8],[9].

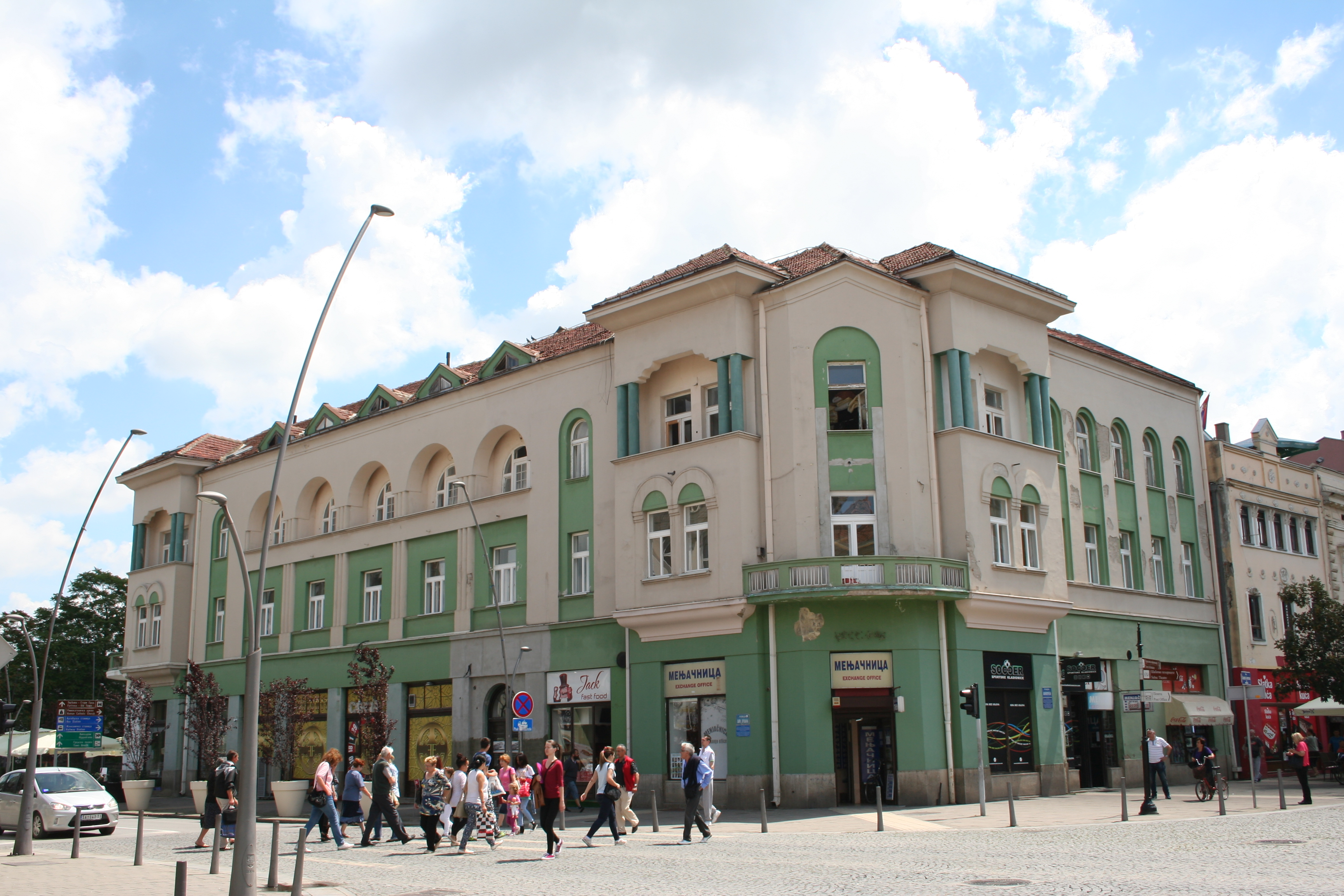
L'hôtel Zeleni venac à Šabac.
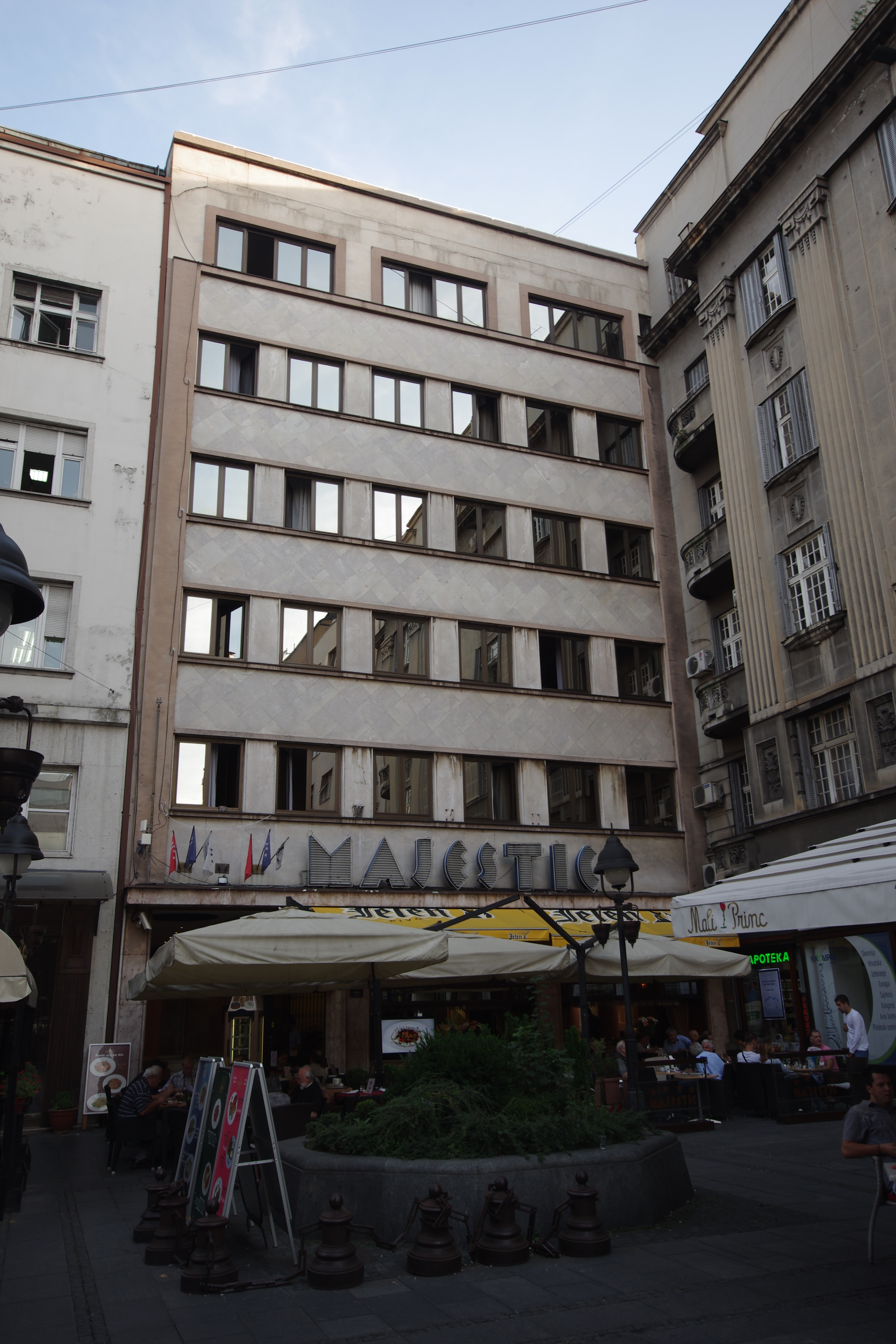
L'hôtel Majestic à Belgrade.
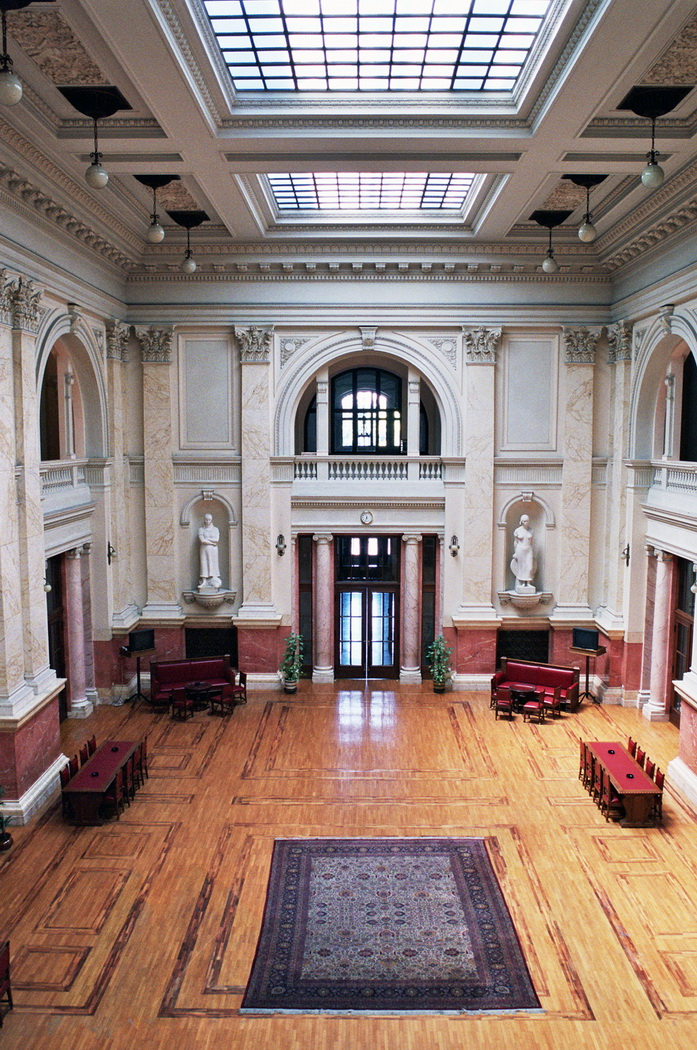
Le grand hall du bâtiment de l'Assemblée nationale à Belgrade.
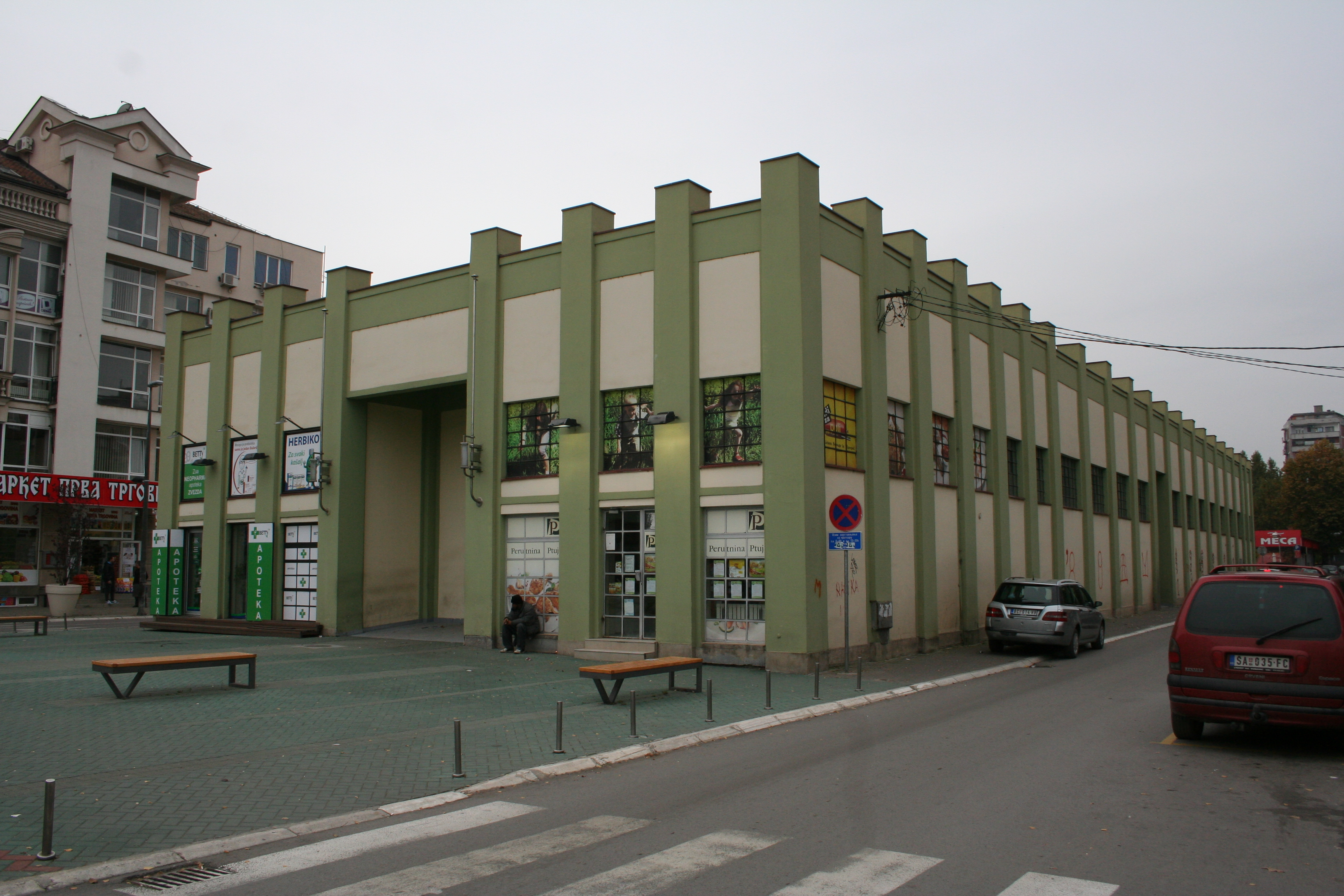
Le bâtiment du marché municipal à Šabac.
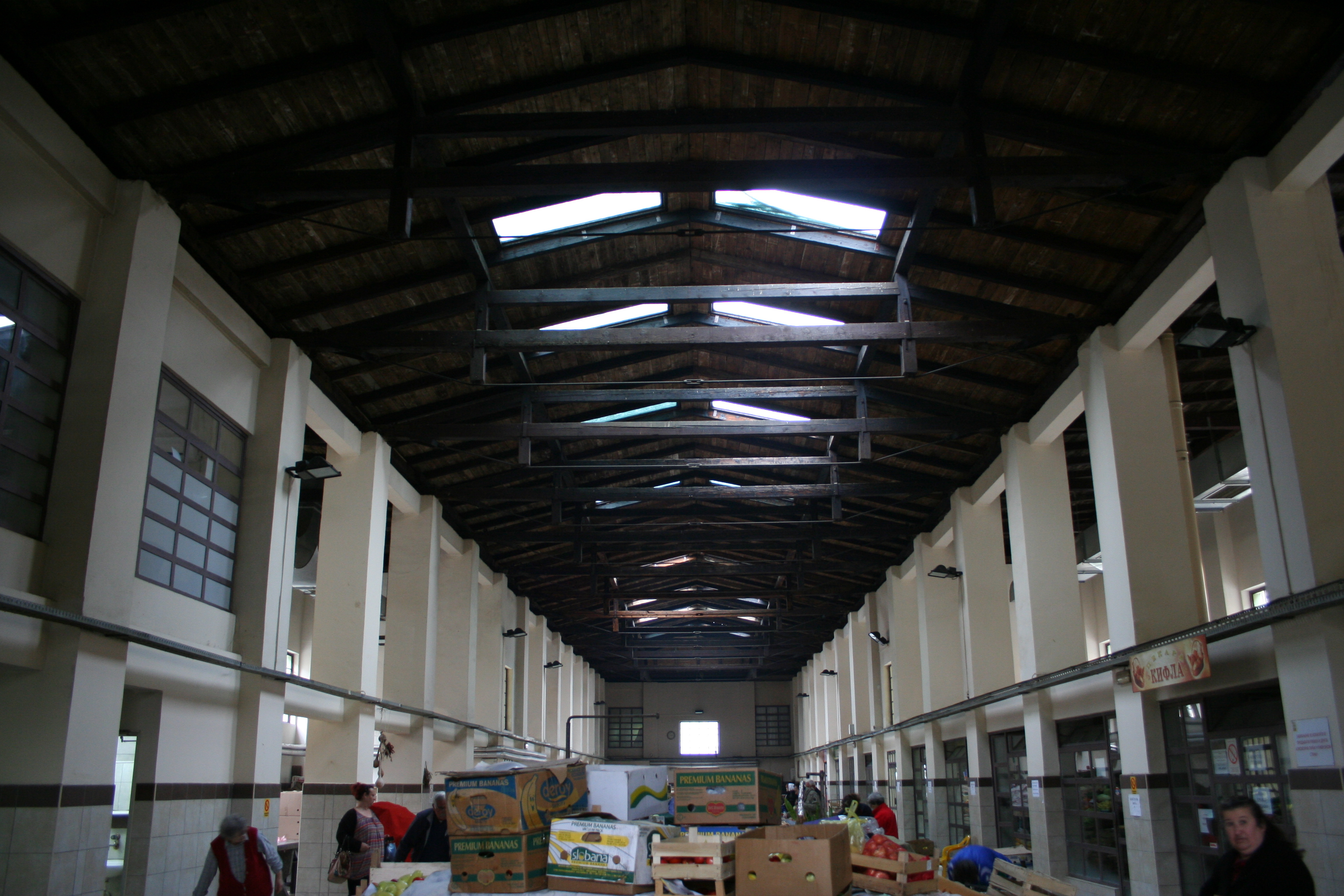
L'intérieur du marché.